# Fußball-Asienmeisterschaft 2004
Die 13. Fußball-Asienmeisterschaft fand vom 17. Juli bis zum 7. August 2004 in China statt. Das größte asiatische Fußball-Turnier wird seit 1956 vom Asiatischen Fußballverband (AFC) durchgeführt.
Der Titelverteidiger Japan konnte das Finale in Peking gegen Gastgeber China gewinnen und qualifizierte sich so für den FIFA-Konföderationen-Pokal 2005.
Die Auszeichnung für den besten Spieler des Turniers ging an den japanischen Mittelfeldspieler Shunsuke Nakamura, beste Torschützen waren Ali Karimi (Iran) und A'ala Hubail (Bahrain), die jeweils fünf Mal ins Tor trafen.

## Vergabe
Um die Ausrichtung des Turniers hatten sich China, Thailand und der Iran beworben. Bei der Abstimmung am 27. Oktober 2000 setzte sich die Volksrepublik schließlich mit 10:6 Stimmen gegen Thailand durch und wurde zum Gastgeber der Endrunde. Der Iran hatte seine Bewerbung kurz zuvor zurückgezogen.
China war damit zum ersten Mal Gastgeber der Asienmeisterschaft. Die Anzahl der Endrundenteilnehmer wurde auf 16 erhöht.

## Austragungsorte
| Ort       | Stadion                         | Kapazität | Feldgröße    |
| --------- | ------------------------------- | --------- | ------------ |
| Chengdu   | Sichuan Longquanyi              | 27.333    | 120 m × 80 m |
| Chongqing | Chongqing Olympic Sports Center | 58.680    | 105 m × 68 m |
| Jinan     | Shandong Provincial Stadium     | 43.700    | 110 m × 72 m |
| Peking    | Arbeiterstadion                 | 66.161    | 105 m × 68 m |

## Qualifikationsphase
→ s. Hauptartikel Fußball-Asienmeisterschaft 2004/Qualifikation

### Modus
Gastgeber China und Titelverteidiger Japan waren automatisch für das Endturnier qualifiziert. Die restlichen 44 teilnehmenden Mannschaften mussten in einer Qualifikationsphase die restlichen 14 Mannschaften ermitteln. Die Qualifikation verlief nach folgendem Modus:
Die 20 nach der FIFA-Weltrangliste schwächsten Mannschaften mussten zunächst eine Vorqualifikation bestreiten, die jeweiligen Gruppensieger zogen in die Hauptrunde mit sieben Gruppen à 4 Mannschaften ein. Die ersten beiden Mannschaften jeder Gruppe qualifizierten sich dann für das Endturnier in China. Die Qualifikationsphase verlief vom März bis zum Oktober 2003.

### Teilnehmer
Jordanien, Turkmenistan und der Oman nahmen erstmals an einer Asienmeisterschafts-Endrunde teil. Bahrain qualifizierten sich erstmals seit 1988 wieder für eine Fußball-Asienmeisterschaft.
| Gruppe A   | Gruppe B  | Gruppe C      | Gruppe D |
| ---------- | --------- | ------------- | -------- |
| Bahrain    | Jordanien | Irak          | Iran     |
| China      | Kuwait    | Saudi-Arabien | Japan    |
| Indonesien | Südkorea  | Turkmenistan  | Oman     |
| Katar      | VAE       | Usbekistan    | Thailand |

## Vorrunde

### Gruppe A
| Pl. | Land       | Sp. | S | U | N | Tore    | Diff. | Punkte |
| --- | ---------- | --- | - | - | - | ------- | ----- | ------ |
| 1.  | China      | 3   | 2 | 1 | 0 | 008:200 | +6    | 07     |
| 2.  | Bahrain    | 3   | 1 | 2 | 0 | 006:400 | +2    | 05     |
| 3.  | Indonesien | 3   | 1 | 0 | 2 | 003:900 | −6    | 03     |
| 4.  | Katar      | 3   | 0 | 1 | 2 | 002:400 | −2    | 01     |

|                         |   |            |           |
| 17. Juli 2004 in Peking |   |            |           |
| China                   | – | Bahrain    | 2:2 (0:1) |
| 18. Juli 2004 in Peking |   |            |           |
| Indonesien              | – | Katar      | 2:1 (1:0) |
| 21. Juli 2004 in Peking |   |            |           |
| China                   | – | Indonesien | 5:0 (2:0) |
| 21. Juli 2004 in Peking |   |            |           |
| Bahrain                 | – | Katar      | 1:1 (0:0) |
| 25. Juli 2004 in Peking |   |            |           |
| China                   | – | Katar      | 1:0 (0:0) |
| 25. Juli 2004 in Jinan  |   |            |           |
| Bahrain                 | – | Indonesien | 3:1 (1:0) |

Gastgeber China verspielte zwar im ersten Spiel in letzter Minute den Sieg, jedoch qualifizierte sich die vom Niederländer Arie Haan trainierte Mannschaft als Gruppenerster für das Viertelfinale. Bahrain sicherte sich im abschließenden Spiel gegen Indonesien – das mit dem 2:1-Sieg über Katar seinen ersten Sieg bei einer Asienmeisterschaft feiern konnte – den zweiten Platz und damit den Einzug ins Viertelfinale.

### Gruppe B
| Pl. | Land      | Sp. | S | U | N | Tore    | Diff. | Punkte |
| --- | --------- | --- | - | - | - | ------- | ----- | ------ |
| 1.  | Südkorea  | 3   | 2 | 1 | 0 | 006:000 | +6    | 07     |
| 2.  | Jordanien | 3   | 1 | 2 | 0 | 002:000 | +2    | 05     |
| 3.  | Kuwait    | 3   | 1 | 0 | 2 | 003:700 | −4    | 03     |
| 4.  | VAE       | 3   | 0 | 1 | 2 | 001:500 | −4    | 01     |

|                         |   |          |           |
| 19. Juli 2004 in Jinan  |   |          |           |
| Jordanien               | – | Südkorea | 0:0       |
| 19. Juli 2004 in Jinan  |   |          |           |
| Kuwait                  | – | VAE      | 3:1 (3:0) |
| 23. Juli 2004 in Jinan  |   |          |           |
| Südkorea                | – | VAE      | 2:0 (1:0) |
| 23. Juli 2004 in Jinan  |   |          |           |
| Jordanien               | – | Kuwait   | 2:0 (0:0) |
| 27. Juli 2004 in Jinan  |   |          |           |
| Südkorea                | – | Kuwait   | 4:0 (3:0) |
| 25. Juli 2004 in Peking |   |          |           |
| Jordanien               | – | VAE      | 0:0       |

Neuling Jordanien qualifizierte sich als Gruppenzweiter hinter dem WM-Halbfinalist Südkorea für das Viertelfinale. Die beiden Siegestreffer gegen Kuwait fielen in der 2. und 3. Minute der Nachspielzeit. Kuwait und die VAE konnten in dieser Gruppe nicht überzeugen und schieden aus.

### Gruppe C
| Pl. | Land          | Sp. | S | U | N | Tore    | Diff. | Punkte |
| --- | ------------- | --- | - | - | - | ------- | ----- | ------ |
| 1.  | Usbekistan    | 3   | 3 | 0 | 0 | 003:000 | +3    | 09     |
| 2.  | Irak          | 3   | 2 | 0 | 1 | 005:400 | +1    | 06     |
| 3.  | Turkmenistan  | 3   | 0 | 1 | 2 | 004:600 | −2    | 01     |
| 4.  | Saudi-Arabien | 3   | 0 | 1 | 2 | 003:500 | −2    | 01     |

|                            |   |               |           |
| 18. Juli 2004 in Chengdu   |   |               |           |
| Saudi-Arabien              | – | Turkmenistan  | 2:2 (1:1) |
| 18. Juli 2004 in Chengdu   |   |               |           |
| Usbekistan                 | – | Irak          | 1:0 (1:0) |
| 22. Juli 2004 in Chengdu   |   |               |           |
| Irak                       | – | Turkmenistan  | 3:2 (1:1) |
| 22. Juli 2004 in Chengdu   |   |               |           |
| Usbekistan                 | – | Saudi-Arabien | 1:0 (1:0) |
| 26. Juli 2004 in Chengdu   |   |               |           |
| Irak                       | – | Saudi-Arabien | 2:1 (0:0) |
| 26. Juli 2004 in Chongqing |   |               |           |
| Usbekistan                 | – | Turkmenistan  | 1:0 (0:0) |

Das Ausscheiden des Vizemeisters Saudi-Arabien war die größte Überraschung der Vorrunde. Die Saudis, die seit 1984 jedes Mal das Finale erreichten, mussten sich zu Beginn mit einem 2:2-Unentschieden gegen Turkmenistan begnügen und verloren die restlichen Spiele gegen Usbekistan und den Irak. Der niederländische Trainer Gerard van der Lem wurde nach der Niederlage gegen den Irak entlassen. Usbekistan gewann all seine Spiele knapp und überstand bei seiner dritten Endrundenteilnahme erstmals die Vorrunde. Der Irak qualifizierte sich ebenfalls für das Viertelfinale.

### Gruppe D
| Pl. | Land     | Sp. | S | U | N | Tore    | Diff. | Punkte |
| --- | -------- | --- | - | - | - | ------- | ----- | ------ |
| 1.  | Japan    | 3   | 2 | 1 | 0 | 005:100 | +4    | 07     |
| 2.  | Iran     | 3   | 1 | 2 | 0 | 005:200 | +3    | 05     |
| 3.  | Oman     | 3   | 1 | 1 | 1 | 004:300 | +1    | 04     |
| 4.  | Thailand | 3   | 0 | 0 | 3 | 001:900 | −8    | 0      |

|                            |   |          |           |
| 20. Juli 2004 in Chongqing |   |          |           |
| Japan                      | – | Oman     | 1:0 (1:0) |
| 20. Juli 2004 in Chongqing |   |          |           |
| Iran                       | – | Thailand | 3:0 (0:0) |
| 24. Juli 2004 in Chongqing |   |          |           |
| Iran                       | – | Oman     | 2:2 (0:2) |
| 24. Juli 2004 in Chongqing |   |          |           |
| Japan                      | – | Thailand | 4:1 (1:1) |
| 28. Juli 2004 in Chongqing |   |          |           |
| Oman                       | – | Thailand | 2:0 (1:0) |
| 26. Juli 2004 in Chengdu   |   |          |           |
| Iran                       | – | Japan    | 0:0       |

Japan und der Iran setzten sich in dieser Gruppe erwartungsmäßig durch, der Oman konnte in beiden Spielen gegen den Iran und gegen Japan überzeugen (gegen die Iraner führte der Oman bis zur 93. Minute mit 2:1 ehe Nosrati den Ausgleich erzielte). Thailand blieb auch in seiner 5 Teilnahme ohne Sieg in der regulären Spielzeit.

## Finalrunde

### Viertelfinale
Im Spiel Japan-Jordanien gab es während des Elfmeterschießens eine kontroverse Szene, als der japanische Trainer Zico die Änderung des Tores veranlasste. Proteste der Jordanier, dieses Vorgehen habe sie den Sieg gekostet, wurden abgelehnt.
Iran und Südkorea trafen sich zum dritten Mal in Folge im Viertelfinale, die Iraner setzten sich dank eines starken Ali Karimi, der drei Treffer erzielte, mit 4:3 durch.
Gastgeber China bezwang den Irak mit 3:0, während sich Bahrain im Duell der Überraschungsmannschaften gegen Usbekistan durchsetzte.
|                            |   |           |                                 |
| 30. Juli 2004 in Peking    |   |           |                                 |
| China                      | – | Irak      | 3:0 (1:0)                       |
| 30. Juli 2004 in Chengdu   |   |           |                                 |
| Usbekistan                 | – | Bahrain   | 2:2 n. V. (2:2, 0:0), 3:4 i. E. |
| 31. Juli 2004 in Jinan     |   |           |                                 |
| Südkorea                   | – | Iran      | 3:4 (2:2)                       |
| 31. Juli 2004 in Chongqing |   |           |                                 |
| Japan                      | – | Jordanien | 1:1 n. V. (1:1, 1:1), 4:3 i. E. |

### Halbfinale
|                          |   |         |                                 |
| 3. August 2004 in Peking |   |         |                                 |
| China                    | – | Iran    | 1:1 n. V. (1:1, 1:1), 4:3 i. E. |
| 3. August 2004 in Jinan  |   |         |                                 |
| Japan                    | – | Bahrain | 4:3 n. V. (3:3, 0:1)            |

### Spiel um Platz drei
|                          |   |      |           |
| 6. August 2004 in Peking |   |      |           |
| Bahrain                  | – | Iran | 2:4 (1:1) |

### Finale
|                          |   |       |           |
| 7. August 2004 in Peking |   |       |           |
| Japan                    | – | China | 3:1 (1:1) |

## Schiedsrichter
| Hauptschiedsrichter: - Mark Shield - Abdul Rahman al-Delawar - Coffi Codjia - Lu Jun - Masoud Moradi - Tōru Kamikawa - Saad Kamil al-Fadhli - Talaat Najm - Subkhiddin Mohd Salleh - Naser al-Hamdan - Shamsul Maidin - Kwon Jong-chul - Mohammed Kousa - Chaiwat Kunsata - Ravshan Ermatov - Fareed al-Marzouqi | Schiedsrichterassistenten: - Nathan Gibson - Mahbubur Mahbub - Liu Tiejun - Yau Tak Lee - Sankar Komaleeswaran - Aries Soetomo - Khalil Ibrahim Abbas - Fathi Arabati - Ali al-Khalifi - Mohamed Saeed - Ali Ahmed al-Qasimi - Fayez al-Basha - Chandrajith Marasinghe - Begench Allaberdyev - Taoufik Adjengui - Trương Thế Toàn |

## Torschützenliste
| Rang | Spieler       | Tore |
| ---- | ------------- | ---- |
| 1    | A'ala Hubail  | 5    |
|      | Ali Karimi    | 5    |
| 3    | Lee Dong-gook | 4    |
| 4    | Ali Daei      | 3    |
|      | Imad Ali      | 3    |
|      | Zheng Zhi     | 3    |
|      | Shao Jiayi    | 3    |
|      | Yūji Nakazawa | 3    |